# Hemming Gadh
Hemming Gadh (født i midten af 15. århundrede i Hossmo, Kalmar Len, død 16. december 1520) var en svensk kirkemand og statsmand.
Han studerede ved Universitetet i Rostock og blev der baccalaureus. Efter hjemkomsten var han kansler hos biskoppen af Linköping og sendtes af rigsforstanderen Sten Sture 1479 til Rom for der at bevogte Sveriges interesser ved den romerske kurie. Han gjorde dette med iver og dygtighed; en af hans vigtigste opgaver var at modarbejde Danmark og unionskongen. Gadh uddannede i Rom sine fortrinlige diplomatiske egenskaber, rigtignok i Borgia-politikkens skole. Han fik flere prebender i Sverige og domprovsteriet i Linköping. Gadh vendte hjem til Sverige 1500 og blev nu en hovedperson i denne tids politiske historie; hans glimrende egenskaber, dristighed, klare virkelighedssans og djærve veltalenhed gjorde sig snart gældende. 
Også som kriger var han duelig; og hans indflydelse over bønderne og det lavere folk må have været stor. Gadhs politiske system gik ud på at gøre Sturerne til Sveriges ledere og, om fornødent, med al kraft bekrige Danmark, til hvilket land han længe nærede et udpræget had. Da oprøret mod Hans begyndtes, stod Gadh de to Sturer, Sten (den Ældre) og Svante nær. Han høstede også personlige fordele af sin forbindelse med dem; han blev 1501 valgt til biskop i Linköping, men han fik aldrig pavelig bekræftigelse og blev altså aldrig mere end electus. Det var nærmest ham, som ledede belejringen af Stockholms Slot, som forsvaredes af kong Hans' dronning, Christine. 
Da Sten Sture den Ældre var død, lod Gadh dødsfaldet skjule og var yderst virksom for at få Svante Sture valgt til rigsforstander. Under Svantes styrelse var Gadh i mange henseender den ledende i den svenske politik. Han havde dog modstand at bekæmpe i selve landet fra den mere unionsvenlige og fredelskende retning blandt 
stormændene og fra prælaterne med ærkebiskop Jakob Ulfsson i spidsen. Pave Julius II truede 1506 med bandlysning, dersom Gadh ikke afstod fra den Linköpingske bispestol; men skønt Gadh også fik en alvorlig formaningsskrivelse fra rigsrådet herom, hjalp det ikke, og den spanske kardinal, Jacobus Arborensis, som paven havde udnævnt, blev aldrig biskop i Linköping. 
Gadh havde ikke megen sans for kirkelige hverv; da pavebrevet kom, var han fuldt sysselsat med kampene omkring Kalmar mod danskerne. Han opholdt sig 1506—09 i egnen omkring Kalmar som leder af felttoget mod de derværende danske tropper, og hans indtagelse af staden Kalmar 1506 gjorde det muligt for ham at trodse sine hjemlige modstandere. Freden i København var ikke efter Gadhs sind, og han gjorde, hvad han kunne, for at få den brudt. Forbindelsen mellem Sverige og Lübeck mod kong Hans var for en del hans værk, og han var med på den lybske flåde, der hærgede i Bleking og på Lolland. 
1510—12 opholdt Gadh sig i Lübeck som en slags politisk agent for Sverige. Han kom derpå tilbage, men nu var Svante Sture død, og under den ny rigsforstander, Sten Sture den Yngre, for hvis valg Gadh sikkert har virket, indtrådte forandrede forhold. Gadhs indflydelse formindskedes i høj grad. Han mistede nu endelig Linköpings Stift, hvor Hans Brask blev biskop. 1518 faldt Gadh i danskernes magt. Han var tillige med fem herrer (blandt dem Gustav Vasa) overgivet som gidsler til Christian II, da denne personlig ville underhandle med Sten Sture, men Christian førte mod det givne lejde alle seks til Danmark. 
Nu sker det store omslag i Gadhs politik. Da Christian 1520 kommer med hærmagt til Sverige, optræder Gadh i kongens følge som ivrig danskerven. Motivet til Gadhs systemskifte er ikke helt klart. Muligvis har Gadh følt sig til en vis grad tiltalt af Christian II's demokratiske retning og hans uvilje mod bisper og højadel, og rimeligvis har han næret den forhåbning, at han af kongen kunne udvirke betingelser, der så vidt muligt skulle betage den danske styrelse i Sverige dens karakter af et fremmed vælde. 
Måske kan det have medvirket, at Sture-slægten, for hvilken han havde arbejdet, nu kun repræsenteredes af Stures enke og umyndige børn, og at en fortsættelse af dens vælde nu syntes helt håbløs. Gadh søgte at overtale Stockholms forsvarere til at overgive slottet til Christian og var sandsynligvis også virksom blandt bønderne i egnen. Han sendtes af Christian til Finland for her at befæste kongens magt. Her indtraf katastrofen. Efter kongens befaling, men uden undersøgelse eller dom, lod statholderen i Viborg Gadh halshugge uden for Raseborg Slot. 
Hvad der kan have foranlediget Christian til denne befaling, vides ikke med bestemthed; muligvis kan det have medvirket, at Gadh af ærkebiskop Gustaf Trolle 1519 hos kurien var blevet angivet som en af de fornemste blandt de kætterske misgerningsmænd, og anklagen for kætteri havde bidraget til Stockholms blodbad. Den meget kendte, yderst hadefulde tale (Oratio contra Danos), som Gadh skulle have holdt 1510, er en langt senere gjort konstruktion af den svenske historieskriver Johannes Magnus. Af Gadhs breve findes flere i behold. I disse fremtræder særlig hans kraftige veltalenhed og hans medfølelse for det lavere folk.